# كولن بولتن
كولن بولتن (بالإنجليزية: Colin Boulton)‏ هو لاعب كرة قدم بريطاني، ولد في 12 سبتمبر 1945 في شلتنهام في المملكة المتحدة. لعب مع تلسا رافنكس وديربي كاونتي ولينكولن سيتي أف سي ونادي ساوثهامبتون.

## وصلات خارجية
- كولن بولتن على موقع قاعدة بيانات كرة القدم.إي يو (الإنجليزية)